# Casita del Infante
Casita del Infante är ett slott i Spanien.   Det ligger i provinsen Provincia de Madrid och regionen Madrid, i den centrala delen av landet, 40 km väster om huvudstaden Madrid. Casita del Infante ligger 1 026 meter över havet.
Terrängen runt Casita del Infante är kuperad åt nordväst, men åt sydost är den platt. Runt Casita del Infante är det ganska tätbefolkat, med 155 invånare per kvadratkilometer. Närmaste större samhälle är Collado-Villalba, 14,0 km öster om Casita del Infante. 